# Esfera de Dyson

Corte de una «concha de Dyson», variación de la idea original de esfera de Dyson con un radio de 1 UA

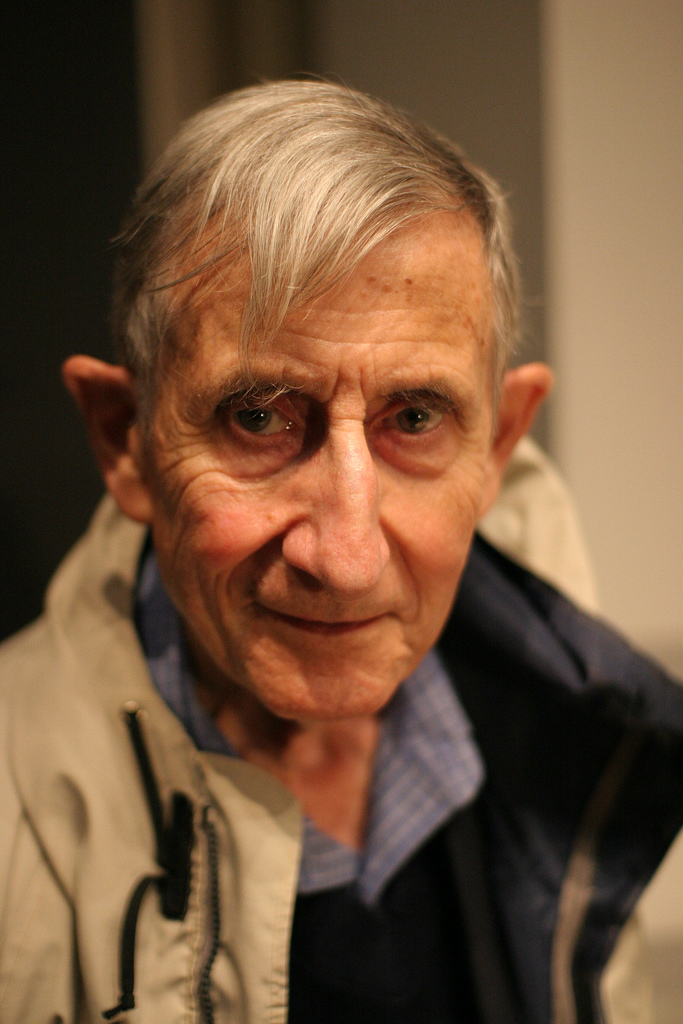
Freeman Dyson en 2005

Una esfera de Dyson es una megaestructura hipotética propuesta en 1960 por el físico Freeman Dyson, en un artículo de la revista Science llamado «Search for artificial stellar sources of infra-red radiation» (‘Búsqueda de fuentes estelares artificiales de radiación infrarroja’). Tal esfera de Dyson es básicamente una cubierta esférica de medidas astronómicas, es decir, con un radio equivalente al de una órbita planetaria, alrededor de una estrella, la cual permitiría a una civilización avanzada aprovechar al máximo la energía lumínica y térmica del astro. 
Aunque el mérito se asocia a Freeman Dyson, una idea parecida fue propuesta en 1937 en una obra de ficción (Hacedor de estrellas, de Olaf Stapledon). Dyson no entra en demasiados detalles sobre la construcción de tal megaestructura, pero sí discute sobre las propiedades térmicas de tal ingenio, de modo que sugiere a los astrónomos buscar tales características en cuerpos celestes y así detectar civilizaciones extraterrestres avanzadas.

## Propiedades
Una estrella contenida en una esfera de Dyson no sería visible directamente, aunque la esfera en sí generaría radiación infrarroja equivalente a la energía generada por el astro, debido al calentamiento en su cara interna. Además, al estar compuesta de cuerpos sólidos, la esfera de Dyson tendría un espectro semejante al de un cuerpo negro.

## Tipos de esfera de Dyson

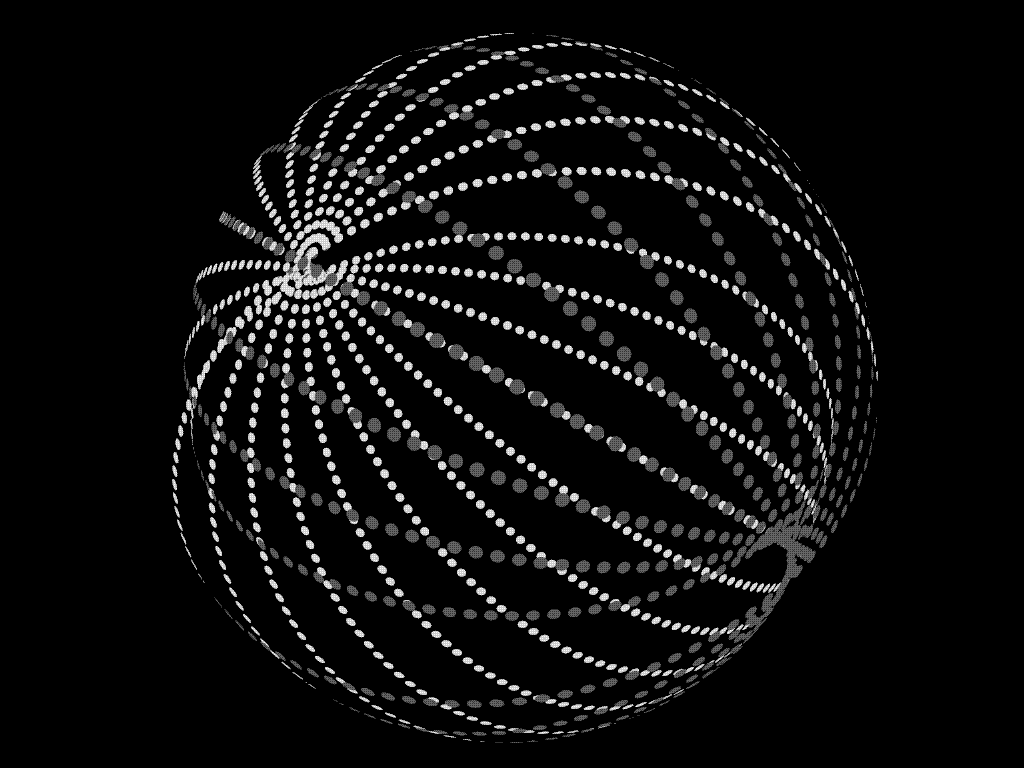
La esfera de Dyson de tipo enjambre

### Enjambre
Se trata de una multitud de cuerpos en órbita de la estrella, cuerpos que pueden ser el equivalente de los colectores solares o hábitat espaciales contemporáneos aunque a escala mucho mayor, y que al tener suficiente densidad podrían cubrir efectivamente la totalidad de la luz de dicha estrella. Se ha demostrado que el enjambre de Dyson es estable pues cada porción es físicamente independiente y está en órbita del astro principal, y los materiales necesarios para construirlo (salvo su ingente cantidad) no tienen características de unobtainium (sustancia imposible de obtener).

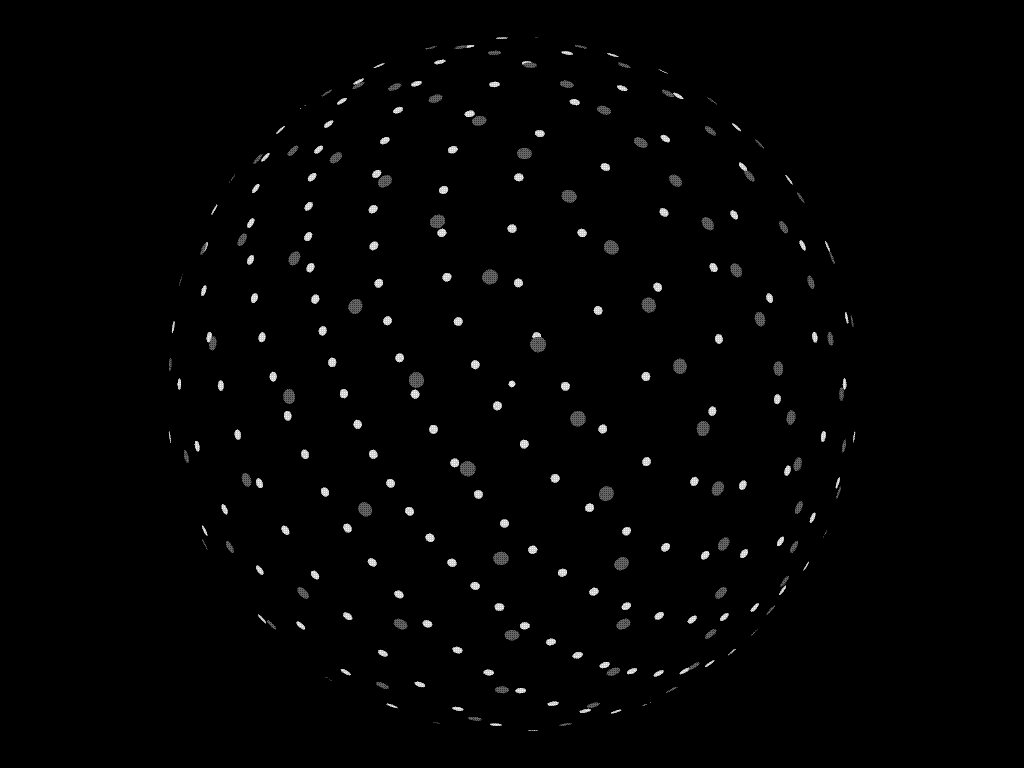
La esfera de Dyson de tipo burbuja

### Burbuja
La esfera de Dyson de tipo burbuja es una variante del enjambre, en la cual los colectores solares se mantienen a una posición estática con respecto al astro principal por medio de la presión de la luz solar. En este tipo de esfera de Dyson, los colectores solares serían el equivalente de velas solares, pero en las cuales la presión lumínica sirve para contrarrestar la gravedad de la estrella, y para mantener el colector en una misma posición.
Este tipo de esfera de Dyson requiere menor masa para su construcción que el enjambre debido a que los colectores deben tener una baja relación entre masa y el área, para ser efectivos como velas solares.

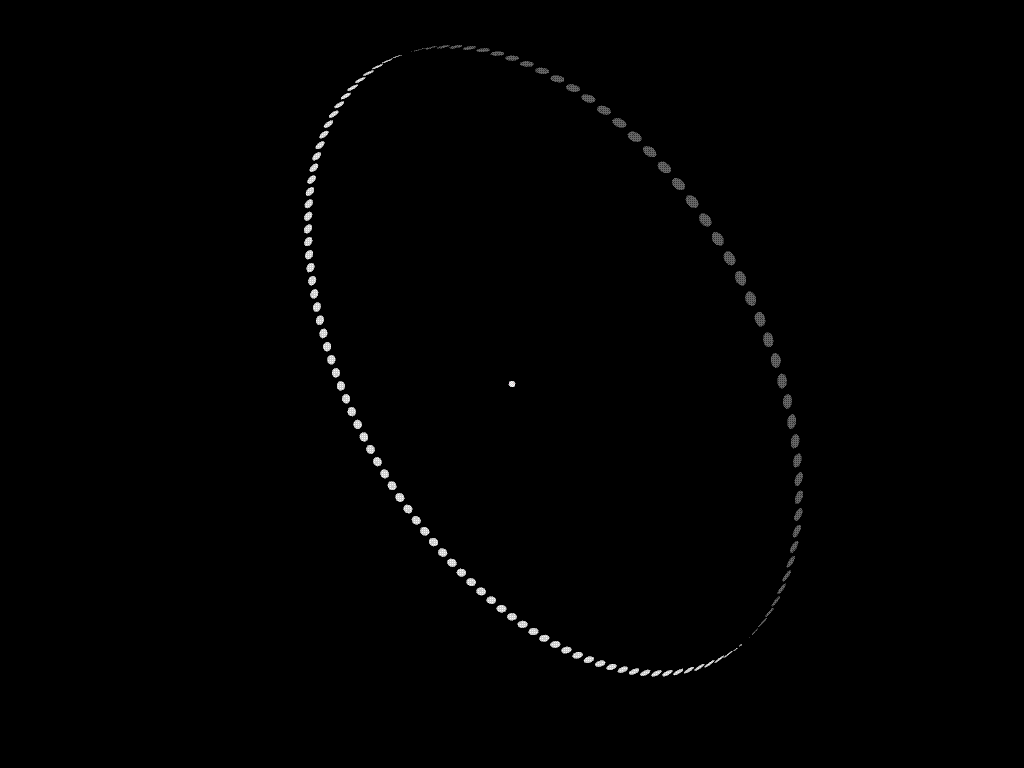
Un anillo Dyson, la forma más simple de un enjambre Dyson

### Sólida
Este es el tipo de esfera de Dyson favorita de los escritores de ciencia ficción: una estructura sólida y en un solo bloque que rodea una estrella. Varios autores, entre ellos el mismo Freeman Dyson, han señalado que tal estructura es físicamente imposible, en primer lugar por las enormes tensiones que debería soportar el material con que la construyeran (incluso si esta estuviera relativamente inmóvil y no rotase). Además, la estructura sería inestable al no estar realmente en órbita alrededor del astro principal. Para poder simular la fuerza de gravedad (y esto solo en las regiones ecuatoriales), sería necesario hacerla girar, lo cual agravaría las tensiones que el material debería soportar.

### Otros tipos

#### Red Dyson
Otra posibilidad es la "red Dyson", una red de cables tendidos alrededor de la estrella que podría tener unidades de recolección de energía o calor tendidas entre los cables. Sin embargo, la red Dyson se reduce a un caso especial de caparazón o burbuja Dyson, dependiendo de cómo se apoyen los cables contra la gravedad del sol.

#### «Mundo-burbuja»
Un «mundo de burbujas» es una construcción artificial que consiste en una capa de espacio vital alrededor de una esfera de gas hidrógeno. El caparazón contiene aire, personas, casas, muebles, etc. La idea fue concebida para responder a la pregunta «¿Cuál es la colonia espacial más grande que se puede construir?» Sin embargo, la mayor parte del volumen no es habitable y no hay fuente de energía.
En teoría, cualquier gigante gaseoso podría estar encerrado en una capa sólida; en un cierto radio, la gravedad de la superficie sería terrestre y la energía podría obtenerse aprovechando la energía térmica del planeta. Este concepto se explora periféricamente en la novela Accelerando (y el cuento Curator, que se incorpora a la novela como un capítulo) de Charles Stross, en el que Saturno se convierte en un mundo habitable por humanos.

#### Motor estelar
Los motores estelares son una clase de megaestructuras hipotéticas cuyo propósito es extraer energía útil de una estrella, a veces con fines específicos. Por ejemplo, los cerebros de Matrioshka extraen energía con fines de cálculo; los propulsores de Shkadov extraen energía con fines de propulsión. Algunos de los diseños de motores estelares propuestos se basan en la esfera Dyson.
Un agujero negro podría ser la fuente de energía en lugar de una estrella para aumentar la eficiencia de conversión de materia a energía. Un agujero negro también sería más pequeño que una estrella. Esto disminuiría las distancias de comunicación que serían importantes para sociedades basadas en computadoras como las descritas anteriormente.

## Búsqueda de inteligencia extraterrestre
Dyson especuló que las civilizaciones extraterrestres suficientemente avanzadas seguirían probablemente un patrón de consumo de energía similar al de los seres humanos, y construirían su propia esfera de colectores. Construir tal sistema haría de esa civilización una del tipo II Kardashov.
La existencia de tal sistema de colectores alteraría la luz emitida por la estrella, porque los colectores absorberían y re-irradiarían su energía. La longitud de onda de la radiación emitida por los colectores sería determinada por los espectros de emisión de los materiales con que estuviesen hechos y por su temperatura. Puesto que parece que estos colectores estarían compuestos por elementos pesados no encontrados normalmente en los espectros de emisión de su estrella central —o por lo menos no en la luz emitida en las energías relativamente bajas con respecto a la que el sistema estaría emitiendo como núcleos libres en la atmósfera estelar— habría longitudes de onda de luz del espectro emitido por el sistema estelar. Si el porcentaje de la emisión de la estrella filtrada o transformada así por esta absorción y rerradiación fuese significativo, podría ser detectado desde distancias largas.
Dada la cantidad de energía disponible por metro cuadrado a una distancia de 1 AU del sol, es posible calcular que la mayoría de las sustancias conocidas estarían irradiando energía en la parte infrarroja del espectro electromagnético. Así, una esfera de Dyson construida por formas de vida no disímiles a los seres humanos que morasen en proximidad a un gemelo solar, construida con materiales similares a los disponibles por los seres humanos, causaría muy probablemente un aumento en la cantidad de radiación infrarroja en el espectro emitido por el sistema de la estrella. Por lo tanto, Dyson seleccionó el título «Búsqueda de fuentes estelares artificiales de radiación infrarroja» para su publicación.
SETI ha adoptado estas suposiciones en su búsqueda, buscando tales espectros «pesados» infrarrojos de análogos solares. En 2005 Fermilab puso en marcha un examen para tales espectros, analizando datos del satélite astronómico infrarrojo (IRAS).
En octubre de 2015 los investigadores publicaron que la estrella KIC 8462852 (llamada en forma epónima estrella de Tabby) había mostrado fluctuaciones extrañas en su luminosidad. Varios de ellos sugirieron la posibilidad de que se debiera a una esfera de Dyson parcial.

## Esferas de Dyson en la cultura popular
Aunque la esfera de Dyson sólida es exclusivamente un ejercicio mental para los físicos, eso no ha disuadido a los escritores de utilizarla en varias ocasiones. Larry Niven, por ejemplo, propone una megaestructura intermedia entre la esfera de Dyson y el anillo orbital: el Mundo Anillo. En este caso, el mismo Niven propone como material de construcción el scrith, que es también un ejemplo clásico de unobtainium.
En la novela Las naves del tiempo, de Stephen Baxter (continuación oficial de La máquina del tiempo de H. G. Wells), el viajero regresa al año 802.701, pero los morlocks que encuentra no son las entidades malvadas y subhumanas de la primera novela, sino una raza superavanzada que habita una esfera de Dyson.
Ya dentro de la literatura de ciencia ficción española se encuentra La Saga de Akasa-Puspa, de Juan Miguel Aguilera y Javier Redal, cuyo tema central es el descubrimiento y exploración de una esfera de Dyson del tipo «enjambre», formada por millones de asteroides en órbita sobre los que crece una vegetación diseñada genéticamente para adaptarse al vacío. También en la obra de Eduardo Gallego y Guillem Sánchez i Gómez aparece una raza de alienígenas que habita una esfera Dyson sólida.
En la novela La esfera del Coloso, de Andrés Gómez, se presenta una esfera de Dyson sólida, terraformada en su cara interna con cordilleras megalíticas que encierran «valles» de superficies planetarias, cada uno con biología propia y muchos de ellos poblados por seres inteligentes.
También aparece una esfera de Dyson en el capítulo «Reliquias» de la sexta temporada de la serie de ciencia ficción Star Trek: La Nueva Generación. En dicho capítulo, la nave Enterprise se adentra en una esfera de Dyson que ha sido abandonada por sus constructores debido a que la estrella de su interior se volvió inestable.
Gran parte de la trama del videojuego Halo: Combat Evolved se desarrolla en una estructura orbital que muchos confunden con un anillo de Dyson, principalmente por su forma anular. Sin embargo, el material escrito complementario y los videojuegos en sí mismos dejan bien en claro que son estaciones espaciales anulares gigantescas (de miles de kilómetros de diámetro) en órbita alrededor de planetas. En la serie de libros de La Cultura, de Iain M. Banks, los halos son más cercanos a los orbitales. Al mismo tiempo, en la entrega Halo Wars, de la misma saga de videojuegos, los sucesos transcurren en una esfera de Dyson.
La banda estadounidense Allegaeon hace referencia a la esfera de Dyson en su canción "Dyson Sphere".
El manga Blame! se desarrolla en La Ciudad —antiguamente conocida como el planeta Tierra— en un futuro muy lejano, donde la evolución y la creciente necesidad de energía llevaron a expandir el planeta a tal punto que la estructura completa del mismo excede en diámetro a la órbita de Júpiter.
En el cómic New Mutants de Marvel Comics, la cantante de rock intergaláctica mutante conocida como Lila Cheney habita una esfera de Dyson, y la visita cada vez que viaja a distancias intergalácticas con sus poderes.
En el videojuego Dyson Sphere Program, el jugador encarna a un robot cuyo objetivo final es construir una esfera de Dyson en la estrella del sistema, sirviéndose de los recursos disponibles en el planeta en el que aterriza.
En la segunda parte de la saga de videojuegos Mass Effect, el personaje Legion comenta que el objetivo máximo de su raza de inteligencias virtuales/artificiales -los Geth- es que todas puedan conectarse mutuamente e integrarse en una esfera de Dyson.
En el videojuego Final Fantasy XIII, la utopía flotante del Nido es una esfera de Dyson. El Nido rodea a un sol artificial, el cual es el fal'Cie Fénix.
En el videojuego Sonic the Hedgehog 4: Episode II, la zona final conocida como Death Egg mk. II es una esfera de Dyson. Esta rodea al satélite que solo aparece una vez al mes conocido como Little Planet.
En la serie de anime Yu-Gi-Oh! Zexal, en el episodio 55, se realiza una invocación xyz a Número 9: esfera de Dyson. Por sus habilidades, es casi imposible alcanzarla o destruirla. Utiliza una forma de esfera de Dyson poco común.
En el quinto volumen del cómic Los Vengadores de Marvel Comics, el personaje de Iron Man crea una esfera de Dyson alrededor del Sol para usarla como arma.
En la película de la saga Star Wars titulada Star Wars: Episodio VII - El despertar de la Fuerza se presenta una base espacial de operaciones llamada la Base Starkiller, usada por la Primera Orden e incrustada dentro de un planeta helado, donde absorbe a las estrellas para condensar su energía, almacenarla y disponerla a servir como un rayo pulverizador de planetas más poderoso que el de la Estrella de la Muerte.
En el videojuego Stellaris, la esfera de Dyson es una megaestructura que se puede construir en fases avanzadas del juego para producir una gran cantidad de energía. Esta esfera de Dyson es sólida y se construye por partes destruyendo en la primera todos los objetos del sistema estelar en el que se encuentra.
En el videojuego Destiny existe una hipótesis la cual explicaría por qué «El Viajero» (una superestructura clave en la historia) es una esfera de Dyson la cual se alimenta de una estrella muy grande rodeada de otras 6 más pequeñas, aparte de tener conciencia propia.
En la película Avengers: Infinity War aparece una esfera de Dyson llamada «Nidavellir», que utiliza la energía de una estrella cercana para crear las armas más poderosas del universo, como el «Guantelete del Infinito», el «Mjolnir» o el «Stormbreaker».
En el videojuego Half-Life, el escritor de la historia original menciona que el protagonista se ve a sí mismo derrotado al ver la esfera de Dyson de los alienígenas, y con ello su avanzada tecnología que les permite incluso domesticar a las estrellas. Así, nota que sus esfuerzos y los de la resistencia eran inútiles.
En la serie de caricatura Mixels, en el episodio 22, titulado «Nixels fuera de aquí», se puede ver una esfera de Dyson, llamada Planeta Mixel, cuando Booger entra en la nave en la que puso el cubit y se aprecia el espacio.
En la película Moonfall del 2022, se dice que la luna, es la última esfera de Dyson que obtiene energía de una estrella en el centro, la cual es atacada por una inteligencia artificial que busca erradicar a la humanidad.